# Motz (Zeitschrift)
Die Motz (eigene Schreibweise: motz) ist eine in Berlin erscheinende Straßenzeitung.

## Geschichte
Sie wurde im Mai 1995 gegründet als Fusionsprojekt der im März 1994 gegründeten Straßenzeitung Mob-Magazin und der ebenfalls im März 1994 gegründeten Straßenzeitung Haz (Hunnis Allgemeine Zeitung). Auch der Name spiegelt diesen Fusionsgedanken wider: Mob + Ha(t)z = Motz.

Motz-Wohnwagen vor Deutsche Wohnen SE "Urban-Art-Projekt" am Nollendorfplatz.

Ursprünglich führte die Zeitung den Untertitel „randständig – abwegig – unbedacht“. Die Motz erscheint 14-täglich mit einem Umfang von 24 Seiten.
Seit dem Sommer 2000 erscheint jede zweite Ausgabe als Motz-Life. Sie unterscheidet sich von der regulären Ausgabe dadurch, dass sie redaktionell von Bewohnern der Notübernachtung erstellt wird und schwerpunktmäßig die Sichtweise von Straßenzeitungsverkäufern, Wohnungslosen und armen Menschen schildert.
Dagegen hat die reguläre Motz-Ausgabe den Anspruch, investigativen Journalismus mit den Aspekten Armut und Wohnungslosigkeit zu betreiben. Jede Ausgabe hat einen thematischen Schwerpunkt und feste Rubriken. In den Monaten Dezember bis Februar werden regelmäßig Auszüge aus dem von der „Arbeitsgemeinschaft Leben mit Obdachlosen“ herausgegebenen „Kältehilfewegweiser“ abgedruckt.
Die Zeitung wird an einem Motz-Vertriebsbus am Nollendorfplatz sowie an den Standorten des Gebrauchtwarenkaufhauses in der Zossener Straße und in der Motz-Notübernachtung in der Weserstraße vertrieben. Die Verkäufer verbreiten die Motz in U- und S-Bahnen, auf der Straße, in Einkaufszonen und vor Markthallen sowie in Restaurants und Cafés.
Die Motz ist die älteste und größte Berliner Straßenzeitung. Ihre Auflage von rund 12.000 Exemplaren wurde nur noch vom eingestellten Strassenfeger übertroffen.
In der ehemaligen Notübernachtung der Motz in der Tieckstraße befindet sich seit 2003 die von der GEBEWO – Soziale Dienste – Berlin betriebene einzige ganzjährig geöffnete Frauennotübernachtung in Berlin.

## Herausgeber
Die Motz wird herausgegeben von dem gemeinnützigen Verein Motz & Co, der beim Amtsgericht Berlin-Charlottenburg unter der Vereinsregisternummer 16476 Nz eingetragen ist. Der Verein betreibt neben der Straßenzeitung eine Notübernachtung mit 17 Plätzen in der Weserstraße in Friedrichshain, die nach dem Prinzip einer großen Wohngemeinschaft organisiert ist. Außerdem ist Motz & Co 100%ige Gesellschafterin der Motz GmbH, eines sozialen Unternehmens mit dem Schwerpunkt Wohnungsauflösungen und Entrümpelungen. In diesem Bereich sind einige Arbeitsplätze entstanden. Neben einem Gebrauchtwarenkaufhaus in der Zossener Straße 54 betreibt der Verein noch ein Antiquariat Gregor Gog und ein weiteres Gebrauchtwarenkaufhaus in der Friedrichstraße.
Der Verein ist Mitglied im Paritätischen Wohlfahrtsverband. Vorsitzender ist Frank Wille. Schriftführer ist Christian Linde, der neben Jutta Welle, Stefan Schneider, Karsten Krampitz und Sonja Kemnitz zu den Gründungsmitgliedern gehört und seit 1996 Redaktionsleiter der Motz ist.